# Maizières-la-Grande-Paroisse
Maizières-la-Grande-Paroisse è un comune francese di 1 448 abitanti situato nel dipartimento dell'Aube nella regione del Grand Est.

## Società

### Evoluzione demografica
Abitanti censiti